# Gaston Henri de Bourbon, hertig de Verneuil
Gaston Henri de Bourbon, hertig de Verneuil, född 1601, död 1682, var en fransk adelsman. Han var son till kung Henrik IV av Frankrike och Henriette d'Entragues. 
Han utnämndes vid elva års ålder till biskop av Metz. Han var dock inte intresserad av en kyrklig karriär utan lät biskopämbetet skötas av ställföreträdare, och levde istället vid hovet.